# Big Thing
Big Thing è il quinto album dei Duran Duran, pubblicato per la prima volta il 18 ottobre 1988 dall'etichetta EMI.

## Il disco
Pubblicato due anni dopo l'ultima uscita di materiale inedito (Notorious), l'album fu realizzato con la confermata formazione a tre, nuovamente affiancata da un gruppo di turnisti, tra i quali figurarono ancora il chitarrista Warren Cuccurullo e il batterista Steve Ferrone.
Do You Believe In Shame? è dedicata alla memoria di Alex Sadkin (produttore di Seven and the Ragged Tiger e Arcadia), Andy Warhol e dell'amico di infanzia di Simon Le Bon, David Miles.
Nel tour mondiale per promuovere l'album, figurarono sette date italiane, di cui ben tre al Palatrussardi di Milano: l'ultima esibizione milanese fu trasmessa, in leggera differita, da Italia 1 il 12 dicembre 1988 alle 20:35.
Nell'autunno 2010 l'album fu ristampato in tiratura limitata come Big Thing Special Editions (2 CD/DVD) ed uscì rispettivamente in Europa il 27 settembre e negli USA il successivo 12 ottobre: il primo disco rispetta filologicamente l'album originale, ad esso vengono aggiunti un secondo CD contenente alcuni inediti e remix delle canzoni del precedente, nonché un DVD con il già citato concerto di Milano in versione restaurata ed infine i 3 video musicali dei singoli estratti dall'album.

## Tracce
1. Big Thing - 3:41
2. I Don't Want Your Love - 4:06
3. All She Wants Is - 4:34
4. Too Late Marlene - 5:08
5. Drug (It's Just a State of Mind) - 4:36
6. Do You Believe in Shame? - 4:23
7. Palomino - 5:19
8. Interlude One - 0:32
9. Land - 6:12
10. Flute Interlude - 0:32
11. The Edge of America - 2:37
12. Lake Shore Driving - 3:03

## Singoli
- I Don't Want Your Love (7" mix) / I Don't Want Your Love (LP version) - settembre 1988
- All She Wants Is (45 Mix) / I Believe / All I Need To Know - dicembre 1988
- Do You Believe in Shame? - aprile 1989

## Formazione
- Simon Le Bon - voce
- Nick Rhodes - tastiere
- John Taylor - basso

## Altri musicisti
- Steve Ferrone - batteria sulle tracce 1, 2, 4, 6, 9
- Warren Cuccurullo - chitarre sulle tracce 1, 4, 6, 9, 11, 12
- Jonathan Elias - tastiere addizionali
- Marc Chanterau - percussioni
- Janiece Jamison, Carole Fredericks, Yvonne Jones, Beckie Bell - cori
- Chester Kamen - chitarra ritmica sulle tracce 2, 3
- Stan Harrison, Patrick Bourgoin, David Tofani - sassofoni
- Mac Gollehon - tromba
- Glen Ferris - trombone
- Louis Cesar Ewande - batteria etnica

## Tour promozionali
Il gruppo intraprese un tour promozionale in tre parti: la iniziale leg esclusivamente nordamericana fu denominata Secret Caravan Club Tour (18 ottobre - 4 novembre 1988), la seconda Big Live Thing Tour (11 novembre 1988 - 26 aprile 1989), ed infine la terza estiva ovvero The European Summer Festival Tour (30 giugno - 13 agosto 1989). Per quanto riguarda l'Italia, il secondo tour vi fece tappa nelle seguenti date:
- 08/12/1988 - Treviso - PalaVerde
- 10/12/1988 - Milano - PalaTrussardi
- 11/12/1988 - Milano - PalaTrussardi
- 12/12/1988 - Milano - PalaTrussardi
- 14/12/1988 - Roma - PalaEUR
- 15/12/1988 - Roma - PalaEUR
- 17/12/1988 - Caserta - PalaMaggiò